# 若林倫香
若林 倫香（わかばやし ともか、1996年〈平成8年〉4月23日 - ）は、日本の声優、舞台俳優である。愛知県出身。女性アイドルグループ・SKE48チームKIIの元メンバー。

## 略歴
- 2008年7月30日、『SKE48オープニングメンバーオーディション』を受けるが不合格。
- 2009年3月29日、『SKE48第二期メンバーオーディション』に合格。
- 2009年4月25日、『「神公演予定」* 諸般の事情により、神公演にならない場合もありますので、ご了承ください。』において初の顔見せを行う（研究生）。
- 2009年12月6日付で研究生よりチームKIIに昇格。
- 2010年12月31日、『第61回NHK紅白歌合戦』でAKB48の「紅白2010AKB48神曲SP」歌唱時に友情出演としてSKE48からの48名に選出される[3]。
- 2011年12月31日、『第62回NHK紅白歌合戦』にAKB48グループとして出場。「紅白2011AKB48スペシャルMIX～がんばろう日本！～」として「フライングゲット」と「Everyday、カチューシャ」を披露[4][5]。
- 2012年7月2日に開催された「ラムネの飲み方」公演において、同月末をもってSKE48を卒業する予定であることを発表[6][7]。
- 2012年7月31日、SKE48を卒業[8]。
- 2015年6月、アリスインプロジェクト「アリスインデッドリースクール オルタナティブ・NAGOYA」にOS☆Uの八角瑛子とダブル主演で舞台初出演。
- 2015年7月7日、前月の舞台で共演した同じ元SKE48の山田恵里伽と同じPKPに所属したことを、新設の公式ブログで発表。
- 2015年12月14日、櫟原誠をプロデューサーに迎えてソロデビューすることをTwitterとブログで発表[9]。
- 2017年12月末をもって、フリーランスとして活動開始[10]。
- 2018年4月より、株式会社AZクリエイティブ[1]（当時）[注釈 1]に所属[11]。
- 2019年3月に大学を卒業し、4月より声優、俳優として芸能活動を本格的に開始した。
- 2025年7月31日をもって、株式会社アルエットスタジオ（アルエットプロダクション）を退所[12]。

## 人物
- SKE48在籍時の愛称は「ともにゃん」[13]。
- 「私の愛した花の名は。」作品発から誕生した、声優によるガールズバンド「PsȳChē（プシュケ）」のベースを担当。
- セルフプロデュースとして音楽系動画クリエイター「モフモフモー」としても活動している[14]。

## 作品

### SKE48在籍時の参加曲

#### シングルCD選抜楽曲
- 「青空片想い」に収録
  - バンジー宣言 - 「チームB.L.T.」名義
- 「ごめんね、SUMMER」に収録
  - 少女は真夏に何をする? - 「アンダーガールズA」名義
- 「1!2!3!4! ヨロシク!」に収録
  - コスモスの記憶 - 「白組」名義
  - そばにいさせて
- 「バンザイVenus」に収録
  - 愛の数 - 「チームKⅡ」名義
  - 卒業式の忘れもの - 「白組」名義
- 「パレオはエメラルド」に収録
  - ときめきの足跡 - 「白組」名義
  - 積み木の時間
- 「オキドキ」に収録
  - バズーカ砲発射! - 「白組」名義
  - 初恋の踏切
- 「片想いFinally」に収録
  - はにかみロリーポップ - 「白組」名義
  - 今日までのこと、これからのこと
- 「アイシテラブル!」に収録
  - ハレーション - 「セレクション8」名義

#### アルバムCD選抜楽曲
AKB48名義
- 『ここにいたこと』に収録
  - ここにいたこと - 「AKB48+SKE48+SDN48+NMB48」名義

#### 劇場公演ユニット曲
チームS 2nd Stage「手をつなぎながら」
- チョコの行方[注釈 2]

チームS 3rd Stage「制服の芽」
- 女の子の第六感

チームKII 2nd Stage「手をつなぎながら」公演
- ウィンブルドンへ連れて行って

チームKII 3rd Stage「ラムネの飲み方」
- クロス
- 嘘つきなダチョウ
石田安奈のユニットアンダー
- Nice to meet you! 
加藤智子のユニットアンダー、古川愛李が休演時に秦佐和子のユニットアンダー

### SKE48卒業後

#### 配信等での楽曲リリース
- 「Dream shooter」 （映画「にっちもさっちも」主題歌 / ツースリー（Erika＆tomokaとのユニット）名義 / 2015年12月25日配信）[15]
- 「時が経てば何かが変わる」（舞台「saigoノbansan (2016)」主題歌 / 作詞 / 2016年3月11日配信）
- 「ロストマンブルース」（舞台「ロストマンブルース」主題歌 / 2017年4月8日配信）[16]
- 「Go ahead!」（舞台「夢追荘」主題歌 / 作詞（共作）/ 2017年4月23日配信）[17]
- 「もっと君を」（オーディオドラマ「トラフィックチューン」主題歌 / 作詞 / 宮村優子とのデュエット / 2017年11月8日配信）[18]
- 「だって僕なんて / Seek the color」（作詞 / 2018年4月22日バースデーイベントにてCD発売）
- 「Let’s get together」「恋の花束を」（ゲーム「恋の花咲く百花園」主題歌）
- 「私の愛した花の名を」（PsȳChē名義 / ベース担当 / 2020年2月5日配信）[19]
- 「Secret Eden」（ゲーム「ひめひび Another Princess Days ～ White or Black ～」オープニングテーマ）[20]
- 「蝶々結びのように / 粉雪」（PsȳChē名義 / ベース担当 / 2021年2月24日配信）[21]

#### CD
- MEM project「Sprouting Dreams」（三ツ星綺羅良として歌唱参加 / 2019年11月29日発売 / MMPC-1）[22]

#### オーディオドラマCD
- オーディオドラマ「トラフィックチューン」（第3話、第7話出演 / 主題歌担当 / PKP-004）[23]
- ドラマCD わさんぼん～和菓子屋顛末記～ 鳥（葵 役 / AZCR-1102）[24]
- ひつじぐも ドラマCD「吸血ウイルスVからの生存」Vol.4 タクミ編 ～水槽を泳ぐ脳～（女1役 / GUMO-0127）[25]

## 出演

### バラエティ
- クイズ!オンリー1（2019年10月15日、TBS）- 「冷凍食品」ブロックで出演[26][27]
- 私花。てれび！（2020年10月10日 - 2021年9月11日、CBCテレビ）[28]
- 〜通しか知らない究極の一日〜熱狂!1/365日のマニアさん（2023年1月13日、TBS）

### テレビドラマ
- 中学生日記「おたすけリボン」（2009年4月11日、NHK教育 名古屋放送局制作）
- ストライク・ラブ 第21・22話（2010年8月11日・12日、フジテレビTWO）

### ラジオ
- SKE48 観覧車へようこそ!!（2010年3月8日・5月10日、CBCラジオ）
- SKE48♥1+1は2じゃないよ!（2010年11月11日、東海ラジオ）
- 私花。らじお！（2019年7月6日 - 2020年3月28日、超!A&G+）[29][30][31]
  - 週替わりMC（不定期出演）
  - ボイスドラマ「私の愛した花の名は。」 - 石屋杏 役（声の出演）
- PsȳChēの私花。らじお！（2020年4月6日 - 9月28日、不定期出演、音泉）[32][33]
- 私花。らじお！スペシャル（2021年1月8日、超!A&G+）[34]
- 私花。らじお！～sprout～（2023年3月20日・27日、音泉）
  - ボイスドラマ「幸せの声を届けて」 - 石屋杏 役（声の出演）

### 舞台
2015年
- アリスインプロジェクト「アリスインデッドリースクール オルタナティブ・NAGOYA」（6月10日 - 14日、名古屋・うりんこ劇場） - 主演 百村信子 役
- Air studio プロデュース公演『GO,JET!GO!GO!vol.5』 (8月14日 - 23日、東日本橋・AQUAstudio) - Cチーム
- Office ENDLESS「天元突破グレンラガン 〜炎撃篇〜 其の弐・其の参」 (9月17日 - 22日、シアター1010) - シベラ 役
- 舞台版「レーカン!」 (11月11日 - 15日、日本芸術専門学校大森校劇場） - 上原佳菜 役

2016年
- アリスインプロジェクト「陰陽よろず屋 開業中!」（2月24日 - 28日、築地本願寺ブディストホール） - 日比野千晴 役
- 劇団TEAM-ODAC 第20回本公演「saigoノbansan (2016)」（3月16日 - 20日、全労済ホール／スペース・ゼロ） - 野々村幸 役
- 舞台版「てーきゅう〜先輩とめぐりあう時間たち〜」（3月21日、日本芸術専門学校大森校劇場） - ツースリーとしてゲスト出演
- 舞台版「実は私は」（5月11日 - 15日、新宿村LIVE） - 藍澤渚 役
- アリスインプロジェクト「チェンジングホテル NAGOYA」（6月8日 - 13日、名古屋・うりんこ劇場） - 主演 藤崎恵利 役
- ユニバーサル・スタジオ・ジャパソ「上手」〜宝くじ当たったんでやります〜（8月26日 - 28日、俳優座劇場） - 演目「きっと私は、」奥田早苗 役
- SANETTY Produce「ロストマンブルース」（12月20日 - 25日、テアトルBONBON） - シェリー 役

2017年
- オレンヂスタ「いかものぐるい」（2月11日、名古屋市千種文化小劇場） - 日替わりゲスト アイドル 役
- 桑原みずき・彩音プロデュース　ツルノヒトコエ　〜New Beginning 2017!!〜（2月25日・26日、二子玉川 KIWA劇場）
- N企画「夢追荘」（3月23日 - 26日、高島平LIVEStage hodgepodge） - 特別出演 YUINA 役
- 桑原みずき・彩音プロデュース ツルノヒトコエ 名古屋公演（5月6日、大須 RAD Hall）
- アリスインプロジェクト「真説・まなつの銀河に雪のふるほし NAGOYA」（6月7日 - 12日、名古屋・うりんこ劇場） - 主演 木在奏 役
- オッドエンタテインメント「まじかるすいーと プリズム・ナナ ザ・スターリーステージ」（9月13日 - 18日、サンシャイン劇場） - 出雲阿国 役
- アリスインプロジェクト「アリスインデッドリースクール・ノクターン」（10月4日 - 9日、新宿村LIVE） - 主演 墨尾優 役
- VACAR ENTERTAINMENT「野畑の飼ってた宇宙人」（10月18日 - 22日、シアターグリーン BIG TREE THEATER） - ドーラ 役

2018年
- 若林倫香初企画自主公演『大須偶像モラトリアム 〜インスタ映えできない私達〜』※短編芝居「ピンク色のオトコ」（1月20日、21日　名古屋大須galleryアンチクライヒト）
- img Act1「The Entertainer〜新しき旗〜」（3月1日 - 5日、シアターグリーン BIG TREE THEATER) - カナコ 役
- 劇団オモテナシ「最強の姉妹」（5月19日、CBGKシブゲキ!!）- 19:00公演 ゲスト出演
- Otona Project 第十五弾 演劇ユニット【爆走おとな小学生】第4回特別授業「こっちにおいで、ジョセフィーヌ」team Soleil（5月16日 - 20日、新宿村LIVE）- 風花あかり 役
- 舞台 エンテナ PLAY UNION 第8回公演（6月20日 - 24日、シアター風姿花伝）- 演目「ブロードウェイ」主演 片岡ちひろ 役
- アリスインプロジェクト「最果ての星 〜アリスインデッドリースクール外伝〜」（9月1日 - 2日、シアターKASSAI）- 日替わりゲスト 吉川美知子 役
- 劇団6番シード「傭兵ども!砂漠を走れ!」オアシス編（9月21日 - 30日、新宿村LIVE） - バンビ 役
- 劇団6番シード「劇作家と小説家とシナリオライター」A日程（11月21日 - 28日、シアターKASSAI）- 私 役

2019年
- 劇団ドリームプリンセス「白と黒の同窓会〜まさかのダブルブッキング篇〜」（2月8日 - 11日、新宿シアターモリエール） - 麻都香 役
- アリスインプロジェクト「降臨Hearts&Soul」（2019年4月25日 - 5月6日、池袋・シアターKASSAI） - 主演 西郷あきら 役
- アリスインプロジェクト「アリスインデッドリースクール楽園・NAGOYA」（6月5日 - 7日、名古屋・うりんこ劇場）- ゲスト出演 竹内珠子 役
- UDA☆MAP Vol.8「紙風☆スクレイパー」（2019年8月21日 - 28日、池袋・シアターKASSAI） - 須久（スーク）役
- 劇団6番シード「なまくら刀と瓦版屋の娘」（2019年11月6日 - 10日、テアトルBONBON） - お玉 役
- 舞台「マリア〜The first Xmas of the last children〜」（12月18日 - 22日、高島平・バルスタジオ） - アンナ 役

2020年
- 演劇企画 heart more need 番外公演「Liar3＋1 ライアースリー・プラスワン」（3月18日 - 22日、阿佐ヶ谷アルシェ）- Aチーム B嬢 役（一人芝居）
- UDA☆MAP Vol.9 10周年記念公演『新宿☆アタッカーズ Season3〜孤島の洋館殺人事件〜』（9月30日 - 10月4日、池袋・シアターグリーンBIG TREE THEATER）- 夢或(むあ) 役
- カラスカ公演『約束のチバーランド』（10月29日 - 11月2日、築地本願寺ブディストホール）- 千葉美玲 役

2021年
- UDA☆MAP Vol.11 「袴DE☆アンビシャス！」（8月4日 - 8日、シアターグリーン BIG TREE THEATER）- 主演 石小露カヲル役
- カガミ想馬プロデュース 「イリクラ 〜Iridescent Clouds〜 2020-2021」（9月29日 - 10月3日、シアターグリーン BIG TREE THEATER）- ピンク 役

2022年
- 図ったん×ひょったんvol.8（6月4日、大塚ドリームシアター）- ゲスト出演
- UDA☆MAP Vol.11 「袴DE☆アンビシャス！2022」（7月13日 - 18日、シアターグリーン BIG TREE THEATER）- 主演 石小露カヲル 役
- 劇団6番シード「火消しの辰と瓦版屋の娘」（11月30日 - 12月4日、築地本願寺ブディストホール） - お玉 役

2023年
- 松本プロデュースVol.2「ザ・コメディショーSecond」（8月25日 - 27日、ステージカフェ下北沢亭）- オムニバス形式7作品中5作品出演

2025年
- フリスティエンターテイメント「かみんぐあっぷ」（5月24日、赤坂CHANCEシアター）

### 朗読劇
- 女神座ATHENAよみきかせリーディングライブ『天使の図書室Vol.3　～新春！ほっこりおとぎ茶屋～』（2018年1月27日、コフレリオ新宿シアター）
- 朗読劇『eternally』（2022年1月9日・10日、赤坂CHANCEシアター）- リコ 役
- 胸キュン朗読劇【Sweet Love Theater】（2024年10月30日、浅草花劇場）[59]

### イベント
- アリスインアリス＆フレンズ 2015ファイナル[60] （2015年12月23日 代アニライブステーション）昼の部 ゲスト出演
- PKP祭り
  - PKP祭り2016[61] （2016年12月10日 ミューズ音楽院本館ホール1階）
  - PKP祭り2017 ～手と手をつないで～（2017年2月4日 ミューズ音楽院本館ホール1階）
  - PKP祭りVol4（2017年7月30日 ミューズ音楽院本館ホール1階）
  - PKP祭りVol6 クリスマスイベント（2017年12月23日 ミューズ音楽院本館ホール１階）
- SPRING GIRLS TALK LIVE 2018 〜女優陣下北沢春話祭〜（2018年3月21日 ステージ カフェ下北沢亭）[62]
- SUMMER GIRLS TALK LIVE 2018 〜女優陣下北沢夏話祭〜（2018年8月11日 下北沢ハーフムーンホール）[63]
- AUTUMN GIRLS TALK LIVE 2018 〜女優陣下北沢秋話祭〜（2018年11月5日 下北沢ハーフムーンホール）[64]
- WINTER GIRLS TALK LIVE 2019 〜女優陣下北沢冬話祭〜（2019年3月6日 ステージ カフェ下北沢亭）[65]
- バースデーイベント
  - Birthday Live Party @ Tokyo ～集まれ！ともにゃんフレンズ～（2018年4月22日 ザ☆キッチンNAKANO）
  - Birthday Party @ Tokyo ～まったりたっぷりボドゲ de お茶会～（2019年4月13日 江古田 goonie cafe）
  - Birthday Live 2021（2021年4月17日 吉祥寺SHUFFLE）
  - BIRTHDAY EVENT 2022（2022年4月16日 ミュージックフォルテ池袋）
- 私の愛した花の名は。トーク＆ライブ！自由が咲高等学校文化祭2020（2020年2月9日 SHIMOKITAZAWA GARDEN）
- PsȳChēデビュー直前オンラインライブ（2021年2月13日 SPWN インターネット配信ライブ）[66]
- ポップカルチャーフェス in 幸田（2023年7月1日 幸田町民会館さくらホール） - 「私の愛した花の名は。幸田町編」スペシャルトークショー＆朗読劇

### 映画
- PKP「にっちもさっちも」（2016年、監督：塩崎祥平） - 主人公の兄 由多加の嫁 ともにゃん 役
- アリスインプロジェクト「アリスインデッドリースクール・アジタート」[67]（2017年10月、監督：山岸謙太郎） - 主演 墨尾優 役

### アニメ
- アリスインデッドリースクール・コンチェルト（2017年10月） - 主演 墨尾優 役
- テレビアニメ number24（ナンバー・トゥーフォー）[68][69]（2020年1月8日 - 4月15日、TOKYO MX他、Hulu配信） - めい 役
- 進化の実〜知らないうちに勝ち組人生〜（2021年10月19日、テレビ東京 ほか） - クレア 役
- VAZZROCK THE ANIMATION（2022年10月12日、TOKYO MX ほか） - 少年A 役
- 桃源暗鬼（2025年8月1日、日本テレビ放送網 ほか） - 夢喰役

### キャラクターコンテンツ
- ビジュアルアーツ「MEMプロジェクト」（2019年2月 - ） - （声の出演）三ツ星綺羅良 役[70]

### ゲーム
- TAKUYO「恋の花咲く百花園」（2020年1月30日発売）- 主人公 （声の出演）恋花そら 役 / 主題歌歌唱「Let’s get together」「恋の花束を」[71]
- SHIFT UP「ディスティニーチャイルド」- ラグナブレイク Season16 -Midsummer Night's Dream-（2020年8月6日 - 20日） [72][73]
- TAKUYO「ひめひび Another Princess Days ～ White or Black ～」（2020年12月10日発売）- オープニングテーマ歌唱「Secret Eden」[74]
- Cygames「グランブルーファンタジー」イベント「十二神将会議」[75]（2021年3月29日 - 4月6日）- 子供役[76]
- MOAI GAMES「TRAHA INFINITY」- 声の出演

### 動画配信
- ともさくえん（ツイキャス配信：2019年11月21日 - 2021年12月11日、YouTube配信：2019年11月29日 - 2020年5月20日）声優・一宮朔とのユニット配信[77][78]
- 新世代アイドルプロジェクト『CHARMS!!』- ゲスト出演 朝ヶ丘ひかり 役

### その他
- NTTドコモ・自動運転×XRの実証実験[79] トヨタ紡織・自動運転車両「MOOX（ムークス）」内コンテンツ 声の出演・歌唱（マースちゃん）[注釈 5]
- ゴーゴーカレー「ゴリ子」- 声の出演[80]
- ZENT 店舗PR動画（坂祝店[81]、刈谷店[82]） - ナレーション
- 清水鋼鐵株式会社 公式キャラクター「テッつん」 - 声の出演